# Syrphoctonus alaskensis
Syrphoctonus alaskensis är en stekelart som först beskrevs av William Harris Ashmead 1902.  Syrphoctonus alaskensis ingår i släktet Syrphoctonus och familjen brokparasitsteklar. Inga underarter finns listade i Catalogue of Life.